# أولريش ليمان
أولريش ليمان هو فارس سويسري، ولد في 26 يناير 1944.

## وصلات خارجية
- أولريش ليمان على موقع أوليمبيديا (الإنجليزية)